# Sascha Hagen
Sascha Hagen (* 10. März 1977) ist ein ehemaliger deutscher Fußballspieler.

## Laufbahn
Der als Stürmer eingesetzte Hagen stieg 1995 als 18-Jähriger mit dem VfB Lübeck in die 2. Fußball-Bundesliga auf. In der Zweitligasaison 1995/96 war seine Einsatzzeit begrenzt, er stand nur in vier Begegnungen auf dem Platz.
Hagen ging in den Amateurbereich zurück, spielte für den Oberligisten TSV Pansdorf (1996 bis 1997), 1997 wechselte er zum in derselben Liga antretenden TuS Hoisdorf, spielte dann für den Nordost-Oberligisten FC Schönberg 95 (1999 bis 2002). Mit Schönberg traf er im August 2000 im DFB-Pokal auf den FC Bayern München. Beim Spiel, das vor 16 000 Zuschauern ausgetragen wurde und das Schönberg mit 0:4 verlor, wurde Hagen in der 71. Minute eingewechselt. Zur Saison 2002/03 schloss er sich dem Oberligisten 1. SC Norderstedt an, der seine Mannschaft aber vor dem Auftakt des Spieljahres vom Ligabetrieb abmeldete. Der beruflich im Brandschutz tätige Hagen spielte 2002/03 daraufhin beim VfL Oldesloe (Bezirksoberliga). Spätere Vereine waren der Meiendorfer SV (Oberliga) im Jahr 2003, der Verbandsligist NTSV Strand 08 (ab Winter 2004), der FC Sylt (2005 bis 2007 sowie 2008/09), der FC Dornbreite (Verbandsliga) (2007/08 sowie 2009 bis 2011) und der TSV Pansdorf (ab 2011).